# صدامو می‌شنوی؟ (ترانه انریکه ایگلسیاس)
«صدامو می‌شنوی؟» تک‌آهنگی از هنرمند اهل اسپانیا انریکه ایگلسیاس است که در سال ۲۰۰۸ میلادی منتشر شد.